# Schizophroida hilensis
Schizophroida hilensis är en kräftdjursart som först beskrevs av M. J. Rathbun 1906.  Schizophroida hilensis ingår i släktet Schizophroida och familjen maskeringskrabbor. Inga underarter finns listade i Catalogue of Life.